# NGC 6978
NGC 6978 (również PGC 65631 lub HCG 88A) – galaktyka spiralna (Sb), znajdująca się w gwiazdozbiorze Wodnika. Odkrył ją Albert Marth 20 lipca 1863 roku. Należy do zwartej grupy galaktyk Hickson 88 (HCG 88). Jest to galaktyka z aktywnym jądrem typu LINER.